# حمام شازده
حمام شازده مربوط به اواخر دوره قاجار است و در قوچان، خیابان شهید مطهری، خیابان گوهرشاد واقع شده و این اثر در تاریخ ۲۳ شهریور ۱۳۸۲ با شمارهٔ ثبت ۱۰۱۷۹ به‌عنوان یکی از آثار ملی ایران به ثبت رسیده است.